# Lamech Petersson
Peter Lamech Petersson, född 17 januari 1851 i Urshults församling, Kronobergs län, död 7 november 1930 i Norrköpings Sankt Olai församling, Östergötlands län, var en svensk jurist.

## Biografi
Petersson föddes 1851 i Urshults församling, Kronobergs län. Han blev 1875 student vid Lunds universitet och avlade examen till rättegångsverket 1878. Petersson blev 1880 vice häradshövding och var 1887–1889 vice auditör vid Västgötadals regemente. Från 1893 arbetade han som häradshövding i Björkekinds, Östkinds, Lösings, Bråbo och Memmings domsaga. Petersson avled 1930 i Norrköpings Sankt Olai församling, Östergötlands län.